# 萨肯·比博西诺夫
萨肯·伊斯马季亚罗维奇·比博西诺夫（1997年7月3日—），哈萨克斯坦男子拳击运动员，2019年世界拳击锦标赛男子52公斤级铜牌得主、2020年夏季奥林匹克运动会男子52公斤级铜牌得主、2021年世界拳击锦标赛男子51公斤级金牌得主。